# 山名豊保
山名 豊保 (やまな とよやす、1440年代 - 没年不詳) は、室町時代末期から戦国時代の守護大名。
山名教豊の次男。兄弟に政豊、海老名豊継。

## 来歴
山名教豊の次男として誕生。応仁元年(1467年)9月9日、父教豊の死去により、兄・政豊が家督を継ぐ。
文明5年(1473年)に、山名宗全、細川勝元、伊勢貞親が相次いで病死し、これを機に室町幕府8代将軍・足利義政は将軍職を息子・義尚に譲った。
文明6年(1474年)に細川勝元の後を継いだ東軍・聡明丸(細川政元)と、西軍・政豊との間で和睦交渉が行われ、和睦した。
文明9年(1477年)11月に応仁の乱が終結。
応仁の乱の影響で幕府の力は、少しずつ衰退していった。
文明8年(1476年)に、花の御所が応仁の乱の戦火で焼失し、代わりに細川氏の邸宅だった小川御所を将軍邸とし、義尚と母日野富子は、小川御所に移り住んだ。
豊保の動向は、はっきりしていない。死去した年も不明。